# Моторика

3D-модель расположения двигательных зон коры головного мозга

Моторика (лат. motus — движение) — двигательная активность организма или отдельных органов. Под моторикой понимают последовательность движений, которые в своей совокупности нужны для выполнения какой-либо определённой задачи.
Различают крупную и мелкую моторику, а также моторику определённых органов такими как кишка или желудок.

## Крупная моторика
Навыки крупной моторики включают в себя выполнение таких действий, как переворачивание, наклоны, ходьба, ползание, бег, прыжки и тому подобные. Обычно развитие навыков крупной моторики следует по общему шаблону в определённом порядке у всех людей.
Развитие также в целом движется сверху вниз. Первое, что обычно ребёнок учится контролировать — это движения глаз.
Крупная моторика является основой, на которую впоследствии накладываются более сложные и тонкие движения мелкой моторики.

## Мелкая моторика
Мелкая моторика — способность манипулировать мелкими предметами, передавать объекты из рук в руки, а также выполнять задачи, требующие скоординированной работы глаз и рук.
Навыки мелкой моторики используются для выполнения таких точных действий, как «пинцетный захват» (большим и указательным пальцами) для манипулирования небольшими объектами, письмо, рисование, вырезание, застёгивание пуговиц, вязание, игра на музыкальных инструментах и так далее. Освоение навыков мелкой моторики требует развития более мелких мышц, чем для крупной моторики.

## Моторика органов
Под моторикой органа или системы органов понимают слаженную работу мышц, обеспечивающих их нормальное функционирование.
Чаще всего речь идёт о моторике желудочно-кишечного тракта (см. Моторика  тонкой кишки, Мигрирующий моторный комплекс), но понятие также употребляется и в отношении других органов, например, говорят о моторике желчного или мочевого пузырей.

## Симптоматика нарушений моторных функций
Различают следующие симптомы двигательных нарушений, которые можно подразделить на нарушения тонуса мышц, гипокинетические (уменьшение количества движения) и гиперкинетические (увеличение количества движения) нарушения:
- Акатизия
- Атаксия
- Атетоз
- Баллизм
- Блефароспазм
- Дизметрия
- Миоклония
- Миокимия
- Миоритмия
- Гемифациальный спазм
- Синкинезия
- Нервный тик
- Торсионная дистония
- Тортиколлис
- Тремор
- Фасцикуляция
- Фациобукколингвальная дистония
- Фибрилляция
- Хорея
- Хореоатетоз

## Этиология нарушения моторных функций
Существует большое количество заболеваний и функциональных расстройств различной этиологии, которые влекут за собой сбои в работе двигательных систем человека. Ниже перечислены некоторые из них:
- Все виды паралича (в том числе ДЦП);
- Болезнь Паркинсона;
- Спиноцеребеллярная атаксия и т.д.